# Begoña Lazkano
María Begoña Lazkano Guimerans (Pasajes, 14 de enero de 1994) es una deportista española que compite en piragüismo en la modalidad de aguas tranquilas.
Ganó dos medallas en el Campeonato Europeo de Piragüismo, en los años 2021 y 2022.
Estudió Periodismo en la Universidad Rey Juan Carlos.

## Palmarés internacional
| Campeonato Europeo | Campeonato Europeo | Campeonato Europeo | Campeonato Europeo |
| Año                | Lugar              | Medalla            | Competición        |
| ------------------ | ------------------ | ------------------ | ------------------ |
| 2021               | Poznań (Polonia)   | Medalla de plata   | K2 1000 m          |
| 2022               | Múnich (Alemania)  | Medalla de bronce  | K2 1000 m          |